# Mother's Boy
Mother's Boy er en amerikansk stumfilm fra 1913 af Henry Lehrman.

## Medvirkende
- Phyllis Allen
- Roscoe 'Fatty' Arbuckle
- Nick Cogley
- Alice Davenport
- Billy Gilbert